# Harald Siems
Harald Siems (* 1943) ist ein deutscher Rechtswissenschaftler, Rechtshistoriker und ehemaliger Hochschullehrer an der Friedrich-Alexander-Universität Erlangen-Nürnberg und der Ludwig-Maximilians-Universität München.

## Leben
Siems studierte Rechtswissenschaften an der Universität Göttingen, wo er sein Erstes Juristisches Staatsexamen ablegte. Anschließend arbeitete er als Assistent von Hermann Nehlsen am Leopold-Wenger-Institut der Universität München. Dort wurde Siems 1979 promoviert mit einer Arbeit zur Lex Frisionum zum Dr. iur. Im Jahr 1990 folgte über Handel und Wucher im Spiegel frühmittelalterlicher Rechtsquellen die Habilitation, ebenfalls unter Betreuung von Nehlsen, mit der Siems die Venia legendi für die Fächer Deutsche Rechtsgeschichte, Bayerische Rechtsgeschichte und Bürgerliches Recht verliehen wurde.
Ab 1991 hatte Siems einen Lehrstuhl an der Universität Erlangen-Nürnberg inne. 2003 wechselte er in Nachfolge von Peter Landau an die Universität München, wo er bis zu seiner Emeritierung im Oktober 2008 den Lehrstuhl für Gelehrtes Recht, Deutsche und Europäische Rechtsgeschichte und Bürgerliches Recht innehatte. Nachfolgerin auf diesem Lehrstuhl wurde Susanne Lepsius.

## Schriften (Auswahl)
- Studien zur Lex Frisionum. Universitätsverlag, München 1980 (Dissertation).
- Zur Entwicklung des Kirchenasyls zwischen Spätantike und Mittelalter. In: Behrends, Okko; Dießelhorst, Malte (Hrsg.): Libertas: Grundrechtliche und rechtsstaatliche Gewährungen in Antike und Gegenwart. Ebelsbach 1991, S. 139–186.
- Handel und Wucher im Spiegel frühmittelalterlicher Rechtsquellen. Hahnsche Buchhandlung, Hannover 1992, ISBN 978-3-7752-5163-1 (Habilitationsschrift).
- Asyl in der Kirche? Wechsellagen des Kirchenasyls im Mittelalter. In: Dreher, Martin (Hrsg.): Das antike Asyl. Kultische Grundlagen, rechtliche Ausgestaltung und politische Funktion. Köln u. a. 2003, S. 263–299.
- Herrschaft und Konsens in der 'Lex Baiuvariorum' und den 'Decreta Tassilonis'. In: Epp, Verena; Meyer, Christoph H.F. (Hrsg.): Recht und Konsens im Frühen Mittelalter. Ostfildern 2017, S. 299–361.